# Doina Badea
Doina Badea (n. 6 ianuarie 1940, Craiova – d. 4 martie 1977, București), a fost o cântăreață de muzică ușoară.

## Biografie
A absolvit Școala Populară de Artă din Craiova în 1958 la clasa de canto cu Laura Marconi. A început colaborarea cu Corul Filarmonicii "Oltenia" din Craiova, în cadrul unui concert simfonic, cu arii din operete. A fost solistă a Filarmonicii "Oltenia" din Craiova (1956-1960), solistă la Teatrul de Estradă din Deva, (1960-1965), solistă la Teatrul de revistă "Constantin Tănase" din București (1965-1977).

## Apariții
A participat la Festivalurile de muzică ușoară de la Mamaia (1963-1972) și la Cerbul de Aur din Brașov (1968, 1971). A avut foarte multe apariții la radio și TV și a făcut înregistrări pentru "Electrecord". A întreprins turnee artistice peste hotare în: Polonia, Iugoslavia, URSS, Cehoslovacia, Germania (Friedrichstadipalast, Berlin), Franța (Olympia, Paris,1965), Israel(1972, 1974). A promovat muzica românească în țară și peste hotare cu lucrări de: Radu Șerban, Nicolae Kirculescu, George Grigoriu, Vasile Vasilache, Henry Mălineanu, Vasile Veselovschi, Sergiu Malagamba, Temistocle Popa, Mișu Iancu.

## Muzicologi, prieteni, colaboratori ai interpretei
Muzicologul George Sbârcea scrisese despre fenomenul Doina Badea 
„ Avea, într-adevăr, un fel al ei propriu de a interpreta orice melodie, o rezonanță particulară a tonurilor. Nu semăna cu nimenea și nimeni nu va putea să o imite, fiindcă Doina Badea este o apariție singulară, căreia până și cei indiferenți îi recunosc unicitatea sa de nerepetat. Poate că și cei mai puțin cunoscători de muzică ușoară românească mai veche au auzit măcar o dată în viața cântecele "Cânta un matelot …", compus de Vasile Veselovschi, pe versurile lui Ion Minulescu, și "Ploaia și noi", de Vasile Vasilache Jr pe un text al Flaviei Buref. Sunt doar două dintre marile succese ale cântăreței, dacă nu ar fi avut interpretarea specială a Doinei Badea, acestea n-ar fi avut același impact. Cum știa ea să furișeze în orice melodie ce i se încredința de compozitori o strună de melancolie multiplicată! Și ce interiorizare elegiacă dobândeau cântecele pe care le interpreta, făcând din ele succese răspândite în țara întreagă! ”

Sida Spătaru, soția regretatului Dan Spătaru, care a avut ocazia să o cunoască personal pe Doina Badea, spunea despre ea, 
„ Am cunoscut-o la Restaurantul Măgura din Eforie. Băiatul ei era născut în aceeași lună cu Dana, fetița noastră. Eu am cunoscut-o acolo la mare, mergeam seara, dupa spectacolele unde cantau ea si Dan. Asa am cunoscut-o pe Doina Badea, pe soțul și pe copilul ei. Era o femeie simpatică. De multe ori pe scenă avea o apariție sobră, rece, dar în viața de zi cu zi era foarte draguță și pot să spun că era chiar o haioasă. În viața de toate zilele avea o căldură omenească nemaipomenită. Așa am cunoscut-o. Țin minte că era la o cură de slăbit și trebuia să mănânce pui. Și îi ziceam: «Ce cură de slăbire e asta, când tu mănânci pui prăjit?»... Era o gurmandă, cred că nu se putea abține de la mâncare, deși totdeauna avea grijă de silueta ei. Așa cum erau standardele pe atunci. Și se îmbrăca după cum erau regulile în privința aparițiilor pe scenă și la televizor. ”
Octavian Ursulescu spune despre marea artistă, 
„ Este ca și cum ea s-ar întoarce din mormânt și eu aș avea șansa de a prezenta această cântăreață absolut remarcabilă care a marcat muzica ușoară româneasca înainte ca eu să încep activitatea aceasta de prezentator. Probabil că, în primul rând, eu aș fi foarte emoționat și aș fi în aceeași postura ca și spectatorii, nici eu n-aș cunoaște-o foarte bine și nici ei. Dar, oricum, un prezentator trebuie să se documenteze când iese la microfon, trebuie să fie «betonat» din punct de vedere al informației și să-l pună în valoare pe interpret. M-aș referi în primul rând la vocea ei excepționala, la un profesionalism remarcabil, așa cum mi-a fost relatat de alții. Din ceea ce am mai auzit, ce am mai citit despre ea, era o interpretă foarte serioasă, minuțioasăa în pregătirea fiecărei melodii, avea o seriozitate ardelenească, a școlii aceleia de la Deva, unde fusese o solistă oarecare de teatru de revistă de provincie până a devenit o mare cântăreață. Eu aș spune că ea se afla pe o culme a carierei până a intervenit nenorocirea ei. Ar mai fi făcut foarte multe, nu era la apusul carierei, dimpotrivă, era chiar pe vârful urcușului. Oricum, în ’77, Festivalul de la Mamaia fusese întrerupt abuziv de conducere, iar ea, care era o cântăreață de festival, ar fi avut de suferit. Doina Badea nu era ceea ce s-ar putea numi o cântăreață de turneu, de show, pentru că vocea ei era, fatalmente, mai mult pentru esteți, pentru oameni care apreciază vocea, dar ea nu putea capta foarte mult publicul. Avea un anumit gen și piesele cam de aceeași factură, mai serioasă, în schimb era cântăreață de concurs. Orice piesă de concurs încredințată ei, cum erau piesele acelea ample, festivaliere, cultivate și la San Remo, ea o conducea către premii ”

## Premii
Obține premiul la Festivalul Național Mamaia 1963  pentru interpretarea melodiei „Spre soare zburăm” de George Grigoriu și un an mai târziu, la același festival, este premiată pentru interpretarea pieselor „Tu” de Vasile Veselovschi și „Nimeni” de Henri Mălineanu. Participă la concursuri și festivaluri internaționale, obține premii speciale și diplome la Bratislava (Slovacia), Sopot (Polonia), Soci (URSS), Alexandria (Egipt).

## Distincții
- Ordinul Meritul Cultural clasa a IV-a (12 septembrie 1968) „pentru merite deosebite în activitatea muzicală”[6]

## Decesul
Dispare tragic, împreună cu soțul ei și copiii, pe data de 4 martie 1977, la Cutremurul din 1977. Au fost înmormântați în cimitirul „Ungureni” din Craiova.Locuia în centrul Bucureștiului în blocul „Continental” (care s-a prăbușit), vecină de bloc fiind cu alți doi mari dispăruți care au avut, prematur și în plină putere creatoare, aceeași tragică soartă: marele actor de comedie Toma Caragiu și Alexandru Bocăneț, inovator regizor de emisiuni de divertisment ale Televiziunii Române.